# Timber (single)
Timber is een nummer van de Amerikaanse rapper Pitbull en de Amerikaanse zangeres Kesha uit 2013. Het nummer is afkomstig van Pitbull's ep Meltdown. De single werd op 7 oktober 2013 uitgebracht. 

## Achtergrondinformatie
"Timber" is een vrolijk, uptempo dancepopnummer met countryinvloeden. Naar eigen zeggen hoorde Pitbull Wake Me Up van Avicii, en wilde hij ook iets met country gaan doen. De rapper had in de eerste instantie Rihanna in gedachten om het refrein in te zingen, maar zij was te druk met de opnames van haar duet met Shakira. Later besloot Pitbull om Kesha te benaderen; zij ging met Pitbulls verzoek akkoord.
Het nummer werd wereldwijd een gigantische hit en bereikte de eerste plaats in het Verenigd Koninkrijk, de Verenigde Staten, Duitsland, Oostenrijk, Luxemburg, Denemarken, Zweden, Noorwegen, Finland, Hongarije, Canada en in de Nederlandse Top 40.

## Tracklijst
| Nr. | Titel  | Duur  |
| --- | ------ | ----- |
| 1.  | Timber | 03:24 |

| Nr. | Titel                            | Duur  |
| --- | -------------------------------- | ----- |
| 1.  | Timber (met Kesha)               | 03:24 |
| 2.  | Outta Nowhere (met Danny Mercer) | 03:26 |

## Hitnoteringen

### Nederlandse Top 40
| Hitnotering: 09-11-2013 t/m 31-05-2014 | Hitnotering: 09-11-2013 t/m 31-05-2014 | Hitnotering: 09-11-2013 t/m 31-05-2014 | Hitnotering: 09-11-2013 t/m 31-05-2014 | Hitnotering: 09-11-2013 t/m 31-05-2014 | Hitnotering: 09-11-2013 t/m 31-05-2014 | Hitnotering: 09-11-2013 t/m 31-05-2014 | Hitnotering: 09-11-2013 t/m 31-05-2014 | Hitnotering: 09-11-2013 t/m 31-05-2014 | Hitnotering: 09-11-2013 t/m 31-05-2014 | Hitnotering: 09-11-2013 t/m 31-05-2014 | Hitnotering: 09-11-2013 t/m 31-05-2014 | Hitnotering: 09-11-2013 t/m 31-05-2014 | Hitnotering: 09-11-2013 t/m 31-05-2014 | Hitnotering: 09-11-2013 t/m 31-05-2014 | Hitnotering: 09-11-2013 t/m 31-05-2014 | Hitnotering: 09-11-2013 t/m 31-05-2014 |
| Week:                                  | 1                                      | 2                                      | 3                                      | 4                                      | 5                                      | 6                                      | 7                                      | 8                                      | 9                                      | 10                                     | 11                                     | 12                                     | 13                                     | 14                                     | 15                                     | 16                                     |
| -------------------------------------- | -------------------------------------- | -------------------------------------- | -------------------------------------- | -------------------------------------- | -------------------------------------- | -------------------------------------- | -------------------------------------- | -------------------------------------- | -------------------------------------- | -------------------------------------- | -------------------------------------- | -------------------------------------- | -------------------------------------- | -------------------------------------- | -------------------------------------- | -------------------------------------- |
| Positie:                               | 26                                     | 12                                     | 8                                      | 5                                      | 6                                      | 3                                      | 3                                      | 1                                      | 1                                      | 1                                      | 1                                      | 3                                      | 2                                      | 2                                      | 4                                      | 4                                      |
| Week:                                  | 17                                     | 18                                     | 19                                     | 20                                     | 21                                     | 22                                     | 23                                     | 24                                     | 25                                     | 26                                     | 27                                     | 28                                     | 29                                     | 30                                     |                                        |                                        |
| Positie:                               | 5                                      | 5                                      | 7                                      | 8                                      | 9                                      | 14                                     | 17                                     | 18                                     | 19                                     | 21                                     | 25                                     | 32                                     | 37                                     | 40                                     | uit                                    |                                        |

### NederlandseSingle Top 100
| Hitnotering: (Week 1 t/m 51) 19-10-2013 t/m 04-10-2014 Hitnotering: (Week 52 t/m) 18-10-2014 t/m | Hitnotering: (Week 1 t/m 51) 19-10-2013 t/m 04-10-2014 Hitnotering: (Week 52 t/m) 18-10-2014 t/m | Hitnotering: (Week 1 t/m 51) 19-10-2013 t/m 04-10-2014 Hitnotering: (Week 52 t/m) 18-10-2014 t/m | Hitnotering: (Week 1 t/m 51) 19-10-2013 t/m 04-10-2014 Hitnotering: (Week 52 t/m) 18-10-2014 t/m | Hitnotering: (Week 1 t/m 51) 19-10-2013 t/m 04-10-2014 Hitnotering: (Week 52 t/m) 18-10-2014 t/m | Hitnotering: (Week 1 t/m 51) 19-10-2013 t/m 04-10-2014 Hitnotering: (Week 52 t/m) 18-10-2014 t/m | Hitnotering: (Week 1 t/m 51) 19-10-2013 t/m 04-10-2014 Hitnotering: (Week 52 t/m) 18-10-2014 t/m | Hitnotering: (Week 1 t/m 51) 19-10-2013 t/m 04-10-2014 Hitnotering: (Week 52 t/m) 18-10-2014 t/m | Hitnotering: (Week 1 t/m 51) 19-10-2013 t/m 04-10-2014 Hitnotering: (Week 52 t/m) 18-10-2014 t/m | Hitnotering: (Week 1 t/m 51) 19-10-2013 t/m 04-10-2014 Hitnotering: (Week 52 t/m) 18-10-2014 t/m | Hitnotering: (Week 1 t/m 51) 19-10-2013 t/m 04-10-2014 Hitnotering: (Week 52 t/m) 18-10-2014 t/m | Hitnotering: (Week 1 t/m 51) 19-10-2013 t/m 04-10-2014 Hitnotering: (Week 52 t/m) 18-10-2014 t/m | Hitnotering: (Week 1 t/m 51) 19-10-2013 t/m 04-10-2014 Hitnotering: (Week 52 t/m) 18-10-2014 t/m | Hitnotering: (Week 1 t/m 51) 19-10-2013 t/m 04-10-2014 Hitnotering: (Week 52 t/m) 18-10-2014 t/m | Hitnotering: (Week 1 t/m 51) 19-10-2013 t/m 04-10-2014 Hitnotering: (Week 52 t/m) 18-10-2014 t/m | Hitnotering: (Week 1 t/m 51) 19-10-2013 t/m 04-10-2014 Hitnotering: (Week 52 t/m) 18-10-2014 t/m | Hitnotering: (Week 1 t/m 51) 19-10-2013 t/m 04-10-2014 Hitnotering: (Week 52 t/m) 18-10-2014 t/m | Hitnotering: (Week 1 t/m 51) 19-10-2013 t/m 04-10-2014 Hitnotering: (Week 52 t/m) 18-10-2014 t/m | Hitnotering: (Week 1 t/m 51) 19-10-2013 t/m 04-10-2014 Hitnotering: (Week 52 t/m) 18-10-2014 t/m | Hitnotering: (Week 1 t/m 51) 19-10-2013 t/m 04-10-2014 Hitnotering: (Week 52 t/m) 18-10-2014 t/m | Hitnotering: (Week 1 t/m 51) 19-10-2013 t/m 04-10-2014 Hitnotering: (Week 52 t/m) 18-10-2014 t/m |
| Week:                                                                                            | 1                                                                                                | 2                                                                                                | 3                                                                                                | 4                                                                                                | 5                                                                                                | 6                                                                                                | 7                                                                                                | 8                                                                                                | 9                                                                                                | 10                                                                                               | 11                                                                                               | 12                                                                                               | 13                                                                                               | 14                                                                                               | 15                                                                                               | 16                                                                                               | 17                                                                                               | 18                                                                                               | 19                                                                                               | 20                                                                                               |
| ------------------------------------------------------------------------------------------------ | ------------------------------------------------------------------------------------------------ | ------------------------------------------------------------------------------------------------ | ------------------------------------------------------------------------------------------------ | ------------------------------------------------------------------------------------------------ | ------------------------------------------------------------------------------------------------ | ------------------------------------------------------------------------------------------------ | ------------------------------------------------------------------------------------------------ | ------------------------------------------------------------------------------------------------ | ------------------------------------------------------------------------------------------------ | ------------------------------------------------------------------------------------------------ | ------------------------------------------------------------------------------------------------ | ------------------------------------------------------------------------------------------------ | ------------------------------------------------------------------------------------------------ | ------------------------------------------------------------------------------------------------ | ------------------------------------------------------------------------------------------------ | ------------------------------------------------------------------------------------------------ | ------------------------------------------------------------------------------------------------ | ------------------------------------------------------------------------------------------------ | ------------------------------------------------------------------------------------------------ | ------------------------------------------------------------------------------------------------ |
| Positie:                                                                                         | 89                                                                                               | 52                                                                                               | 24                                                                                               | 15                                                                                               | 17                                                                                               | 11                                                                                               | 9                                                                                                | 3                                                                                                | 7                                                                                                | 3                                                                                                | 8                                                                                                | 7                                                                                                | 8                                                                                                | 6                                                                                                | 5                                                                                                | 7                                                                                                | 7                                                                                                | 9                                                                                                | 11                                                                                               | 13                                                                                               |
| Week:                                                                                            | 21                                                                                               | 22                                                                                               | 23                                                                                               | 24                                                                                               | 25                                                                                               | 26                                                                                               | 27                                                                                               | 28                                                                                               | 29                                                                                               | 30                                                                                               | 31                                                                                               | 32                                                                                               | 33                                                                                               | 34                                                                                               | 35                                                                                               | 36                                                                                               | 37                                                                                               | 38                                                                                               | 39                                                                                               | 40                                                                                               |
| Positie:                                                                                         | 10                                                                                               | 11                                                                                               | 16                                                                                               | 18                                                                                               | 25                                                                                               | 24                                                                                               | 27                                                                                               | 29                                                                                               | 29                                                                                               | 36                                                                                               | 51                                                                                               | 46                                                                                               | 46                                                                                               | 51                                                                                               | 55                                                                                               | 73                                                                                               | 68                                                                                               | 64                                                                                               | 73                                                                                               | 69                                                                                               |
| Week:                                                                                            | 41                                                                                               | 42                                                                                               | 43                                                                                               | 44                                                                                               | 45                                                                                               | 46                                                                                               | 47                                                                                               | 48                                                                                               | 49                                                                                               | 50                                                                                               | 51                                                                                               |                                                                                                  | 52                                                                                               | 53                                                                                               | 54                                                                                               | 55                                                                                               | 56                                                                                               | 57                                                                                               | 58                                                                                               | 59                                                                                               |
| Positie:                                                                                         | 76                                                                                               | 82                                                                                               | 87                                                                                               | 93                                                                                               | 91                                                                                               | 99                                                                                               | 94                                                                                               | 95                                                                                               | 89                                                                                               | 98                                                                                               | 98                                                                                               | uit                                                                                              | 100                                                                                              | 91                                                                                               |                                                                                                  |                                                                                                  |                                                                                                  |                                                                                                  |                                                                                                  |                                                                                                  |

### VlaamseUltratop 50
| Hitnotering: (Week 1 t/m 22) 26-10-2013 t/m 22-03-2014 Hitnotering: (Week 23 t/m 24) 12-04-2014 t/m 19-04-2014 | Hitnotering: (Week 1 t/m 22) 26-10-2013 t/m 22-03-2014 Hitnotering: (Week 23 t/m 24) 12-04-2014 t/m 19-04-2014 | Hitnotering: (Week 1 t/m 22) 26-10-2013 t/m 22-03-2014 Hitnotering: (Week 23 t/m 24) 12-04-2014 t/m 19-04-2014 | Hitnotering: (Week 1 t/m 22) 26-10-2013 t/m 22-03-2014 Hitnotering: (Week 23 t/m 24) 12-04-2014 t/m 19-04-2014 | Hitnotering: (Week 1 t/m 22) 26-10-2013 t/m 22-03-2014 Hitnotering: (Week 23 t/m 24) 12-04-2014 t/m 19-04-2014 | Hitnotering: (Week 1 t/m 22) 26-10-2013 t/m 22-03-2014 Hitnotering: (Week 23 t/m 24) 12-04-2014 t/m 19-04-2014 | Hitnotering: (Week 1 t/m 22) 26-10-2013 t/m 22-03-2014 Hitnotering: (Week 23 t/m 24) 12-04-2014 t/m 19-04-2014 | Hitnotering: (Week 1 t/m 22) 26-10-2013 t/m 22-03-2014 Hitnotering: (Week 23 t/m 24) 12-04-2014 t/m 19-04-2014 | Hitnotering: (Week 1 t/m 22) 26-10-2013 t/m 22-03-2014 Hitnotering: (Week 23 t/m 24) 12-04-2014 t/m 19-04-2014 | Hitnotering: (Week 1 t/m 22) 26-10-2013 t/m 22-03-2014 Hitnotering: (Week 23 t/m 24) 12-04-2014 t/m 19-04-2014 | Hitnotering: (Week 1 t/m 22) 26-10-2013 t/m 22-03-2014 Hitnotering: (Week 23 t/m 24) 12-04-2014 t/m 19-04-2014 | Hitnotering: (Week 1 t/m 22) 26-10-2013 t/m 22-03-2014 Hitnotering: (Week 23 t/m 24) 12-04-2014 t/m 19-04-2014 | Hitnotering: (Week 1 t/m 22) 26-10-2013 t/m 22-03-2014 Hitnotering: (Week 23 t/m 24) 12-04-2014 t/m 19-04-2014 | Hitnotering: (Week 1 t/m 22) 26-10-2013 t/m 22-03-2014 Hitnotering: (Week 23 t/m 24) 12-04-2014 t/m 19-04-2014 |
| Week: | 1 | 2 | 3 | 4 | 5 | 6 | 7 | 8 | 9 | 10 | 11 | 12 | 13 |
| --- | --- | --- | --- | --- | --- | --- | --- | --- | --- | --- | --- | --- | --- |
| Positie: | 45 | 10 | 10 | 4 | 5 | 10 | 6 | 8 | 12 | 15 | 12 | 5 | 11 |
| Week: | 14 | 15 | 16 | 17 | 18 | 19 | 20 | 21 | 22 | | 23 | 24 | |
| Positie: | 11 | 18 | 18 | 16 | 30 | 30 | 28 | 40 | 48 | uit | 46 | 45 | uit |

## Releasedata
| Land                | Releasedatum     | Formaat        | Label                      |
| ------------------- | ---------------- | -------------- | -------------------------- |
| Verenigde Staten    | 7 oktober 2013   | muziekdownload | Polo Grounds, RCA, Mr. 305 |
| Italië              | 7 oktober 2013   | muziekdownload | Polo Grounds, RCA, Mr. 305 |
| Duitsland           | 7 oktober 2013   | muziekdownload | Polo Grounds, RCA, Mr. 305 |
| Spanje              | 7 oktober 2013   | muziekdownload | Polo Grounds, RCA, Mr. 305 |
| Canada              | 7 oktober 2013   | muziekdownload | Polo Grounds, RCA, Mr. 305 |
| Frankrijk           | 7 oktober 2013   | muziekdownload | Polo Grounds, RCA, Mr. 305 |
| Australië           | 7 oktober 2013   | muziekdownload | Polo Grounds, RCA, Mr. 305 |
| Duitsland           | 15 november 2013 | cd-single      | Polo Grounds, RCA, Mr. 305 |
| Verenigd Koninkrijk | 29 december 2013 | muziekdownload | Polo Grounds, RCA, Mr. 305 |